# 西川祐子
西川 祐子（にしかわ ゆうこ、1937年〈昭和12年〉9月15日 - 2024年〈令和6年〉6月12日）は、日本のフランス文学者・女性学者、京都文教大学名誉教授。父は医師・作家・医史学研究家の阿知波五郎。夫は立命館大学名誉教授の西川長夫。

## 来歴
東京生まれ、京都育ち。京都大学大学院仏文科修士課程修了、パリ大学で文学博士の学位を取得、帝塚山学院大学助教授を務めていた1972年、大阪大学教養部のフランス語の公募に応募し、決まったと知らせがあったが、その後2年間放置され、ついに阪大を提訴し、勝訴したが職には就かず、長く非常勤講師をしたのち、京都文教大学文化人類学科教授、人間学研究所所長を2008年まで務めた。
樋口一葉伝ほか著書多数。『古都の占領：生活史からみる京都1945-1952』（平凡社）による多角的な戦後史研究により平成29年度京都新聞大賞（文化学術賞）受賞。
2024年6月12日未明、京都市内で死去。86歳没。

## 著書

### 単著
- 『森の家の巫女 高群逸枝』新潮社 1982。第三文明社〈レグルス文庫〉 1990
- 『花の妹 岸田俊子伝』新潮社 1986。岩波現代文庫 2019
- 『私語り樋口一葉』リブロポート〈シリーズ民間日本学者〉 1992。岩波現代文庫 2011
- 『借家と持ち家の文学史 「私」のうつわの物語』三省堂 1998。平凡社ライブラリー（増補版） 2023
- 『近代国家と家族モデル』吉川弘文館 2000
- 『住まいと家族をめぐる物語 男の家、女の家、性別のない部屋』集英社新書 2004
- 『日記をつづるということ 国民教育装置とその逸脱』吉川弘文館 2009
- 『古都の占領　生活史からみる京都　1945-1952』平凡社 2017

### 編著
- 『戦後という地政学』東京大学出版会 2006

### 共編著
- 『フランス文学/男と女と』上村くにこ共編 勁草書房 1991
- 『共同研究　男性論』荻野美穂共編 人文書院 1999
- 『京都フィールドワークのススメ あるく・みる・きく・よむ』鵜飼正樹、高石浩一共編 昭和堂 2003
- 『共同研究　戦後の生活記録にまなぶ 鶴見和子文庫との対話・未来への通信』杉本星子共編 日本図書センター 2009
- 西川祐子、上野千鶴子、荻野美穂『フェミニズムの時代を生きて』岩波書店〈岩波現代文庫〉、2011年11月16日。ISBN 978-4006032319。
- 『京都発!ニュータウンの「夢」建てなおします 向島からの挑戦』杉本星子, 小林大祐共編 昭和堂 2015

## 翻訳
- マリー・キュリー、イレーヌ・キュリー母と娘の手紙』人文書院 1975
- クリスチアーヌ・ロシュフォール（Christiane Rochefort）『追いつめられた子どもたち』人文書院 1978
- E.シュルロ（Évelyne Sullerot）、O.チボー『女性とは何か』人文書院 1983 天羽すぎ子・宇野賀津子共訳
- バルザック『十三人組物語』藤原書店（バルザック「人間喜劇」セレクション） 2002
- バルザック『「人間喜劇」総序・金色の眼の娘』岩波書店〈岩波文庫〉2024

## 論文
- 西川祐子